# Симада, Сигэтаро
Сигэтаро Симада (яп. 嶋田 繁太郎 Симада Сигэтаро:, 24 сентября 1883, Токио — 7 июня 1976, Токио) — адмирал Императорского флота Японии, министр флота в годы Второй мировой войны, подсудимый Токийского процесса.

## Биография
Сигэтаро Симада родился в 1883 году в Токио. В 1904 году он окончил Кайгун хэйгакко в одном выпуске с Исороку Ямамото. Он служил мичманом на плавбазе подлодок «Карасаки-мару», потом на бронепалубном крейсере «Идзуми», участвовал в Цусимском сражении русско-японской войны. Получив звание младшего лейтенанта, Сигэтаро Симада служил на крейсерах «Ниитака» и «Отова»; 11 октября 1909 года он получил звание лейтенанта, после чего служил на броненосном крейсере «Цукуба» и линкоре «Сэтцу».
В декабре 1913 года Сигэтаро Симада окончил Кайгун дайгакко. В декабре 1915 года он получил звание капитана 3-го ранга и был назначен военно-морским атташе в Рим; в Италии он и проработал в годы Первой мировой войны.
По возвращении в Японию Сигэтаро Симада в 1920 году получил должность при Генеральном штабе флота, в 1922 году стал старшим помощником на линкоре «Хюга», в 1923 году — инструктором Кайгун дайгакко. 1 декабря 1924 года Сигэтаро Симада получил звание капитана, в 1928 году получил под командование свой первый корабль — лёгкий крейсер «Тама», а затем, в том же году, линейный крейсер «Хиэй».
30 ноября 1929 года Сигэтаро Симада получил звание контр-адмирала и стал начальником штаба 2-го флота. В декабре 1930 года он был переведён на 1-й флот и стал командиром Школы подводных лодок. В феврале 1932 года Сигэтаро Симада был назначен командующим 3-м флотом и в этом качестве принимал участие в первом Шанхайском сражении.
В июне 1932 года Сигэтаро Симада вернулся в Генеральный штаб флота, служил там на разных должностях, в декабре 1933 года стал заместителем начальника Генерального штаба. 15 ноября 1934 года Сигэтаро Симада получил звание вице-адмирала. Во второй половине 1930-х годов он последовательно возглавлял морской район Курэ, 2-й флот, Китайский флот, морской район Йокосука.
18 октября 1941 года Сигэтаро Симада возглавил министерство флота. На посту министра флота Сигэтаро Симада был верным соратником премьер-министра Хидэки Тодзио и играл важную роль в координировании действий армии и флота в годы войны. В 1944 году, после серии поражений, Тодзио сместил со своих постов начальников армейского и флотского генеральных штабов, и возглавил армейский генеральный штаб сам, а начальником генерального штаба флота стал Сигэтаро Симада, не оставив при этом поста министра флота. Однако верховная власть над флотом создала Симаде много врагов, и после падения Сайпана он был вынужден оставить посты начальника генерального штаба флота и министра флота. Некоторое время он оставался членом Высшего военного совета, однако 20 января 1945 года отошёл от активной деятельности, перейдя в разряд советников.
После войны Сигэтаро Симада был арестован оккупационными властями по обвинению в совершении военных преступлений. Международный военный трибунал для Дальнего Востока приговорил его к пожизненному заключению за развязывание агрессивной войны. В 1955 году он был условно-досрочно освобождён.